# Мустафа Пашић (правник)
Мустафа (Мујо) Пашић је био српски правник, судија и члан Извршног одбора Муслиманске националне војне организације.

## Биографија
Уочи Другог светског рата био је судија Окружног суда у Мостару. Јавља се априла 1941. године у усташку команду у Мостару по њиховом наређењу да сви Срби, Јевреји и Роми морају предати оружје, радио апарате, бицикле и слично. На питање због чега је дошао, он је одговорио: 
| „ | Ја сам Србин, наређење се односи и на мене. | ” |

 Одмах је био ухапшен, али је ускоро пуштен залагањем родбине и пријатеља. Током 1942. године прикључио се четничком покрету. Био један од потписника Резолуције муслиманске националне војне организације донете 31. децембра 1942. године. Резолуција је донета на састанку у Калиновику уз закључак:
| „ | ..овака једна резолуција пада у добар час, тј. баш у времену када се је ова сарадња између једнокрвне браће обе вере и тражила, пошто је заиста крајњи моменат да се спасе оно што се може спасти. Ми ову резолуцију примамо исто тако као што у нашу организацију примамо све родољубиве и поштене грађане Краљевине Југославије, а који нису у Павелићевој Хрватској или у партизанским редовима, било лично или посредно, упрљали своје руке Српском крвљу. Нека буде сретан почетак овај како би се једном за свагда спречило узалудно проливање крви, која је Српском народу тако драгоцена. Муслиманска национална војна организација радиће у саставу и оквиру Четничке команде и извршаваће све оне задатке које буду захтевали од ње Краљ и Отаџбина. | ” |

 Поред њега потписници су били Исмет Поповац и Фехим Мусакадић. У јануару 1943. године, заједно са Поповцем и Мусакадићем, шаље проглас (отворено писмо) Муслиманима Босне и Херцеговине и Санџака у којем су истакли да је њихова организација основана и да ради на организовању и наоружавању муслимана у срезовима Мостар, Тузла, Грачаница, Коњиц, Столац. Невесиње, Требиње, Гацко, Чапљина и Калиновик. Био је један од организатора муслиманских четничких јединица у Херцеговини.
Немци су га 1943. године заробили и предали Хрватима. Касније је одведен у логор Јасеновац где је убијен.